# Texas Red
Texas Red (TR) ist ein roter Rhodamin-Fluoreszenzfarbstoff. Er wird in der Histologie zum Einfärben von Zellen verwendet. Der Fluorophor kann aber auch bei molekularbiologischen Techniken zur Anwendung kommen, wie z. B. bei der quantitativen Echtzeit-PCR. Texas Red besitzt eine Anregungswellenlänge bei λmax = 586 nm und eine Emission bei λmax = 605 nm.

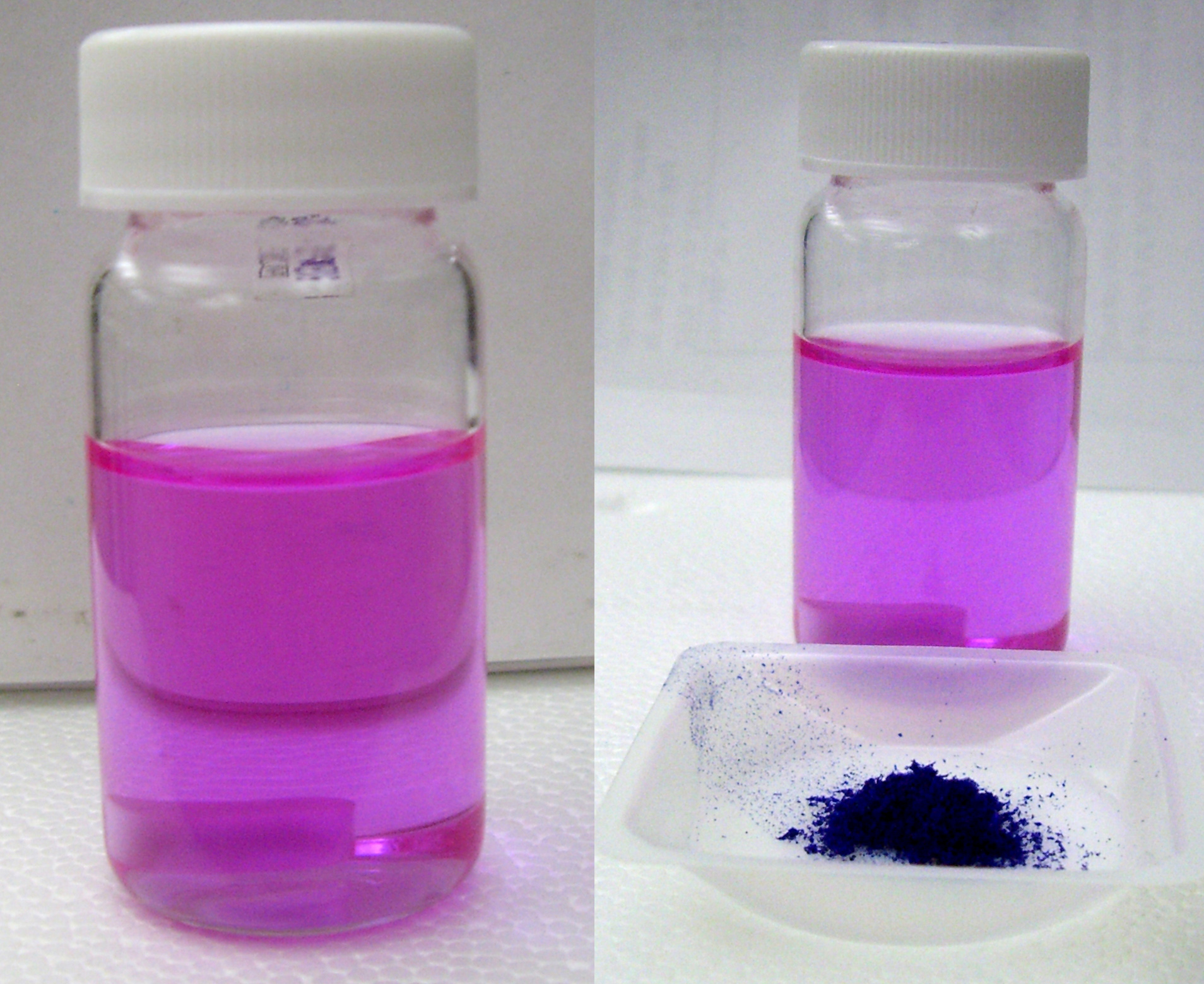
Texas Red als Lösung und Pulver